# Шандулаев, Назир Хаджимурадович
Назир Хаджимурадович Шандулаев (26 августа 1988, с. Нижний Чирюрт, Кизилюртовский район, Дагестанская АССР, РСФСР, СССР) — российский спортсмен, специализируется по ушу-саньда,Чемпион России 2005—2007, Победитель Первенства Мира среди юниоров 2006,серебряный призёр Чемпионата Мира 2007, призёр Олимпийского турнира Пекин 2008

## Биография
Ушу-саньда начал заниматься в 1994 году. Занимался в халимбекаульской РАШБИ «Пять сторон света» у тренера Гусейна Магомаева. В 2006 году стал победителем первенства мира в Малайзии. В 2007 году стал чемпионом России и серебряным призёром чемпионата мира. В августе 2008 года на Олимпийском турнире по ушу в Пекине стал серебряным призёром.

## Спортивные достижения
- Чемпионат России по ушу 2005 — ;
- Чемпионат мира по юниорам — ;
- Чемпионат России по ушу 2007 — ;
- Чемпионат мира по ушу 2007 — ;
- Олимпийский турнир по ушу 2008 — ;

## Личная жизнь
Родился в селе Нижний Чирюрт. В 2005 году окончил РАШБИ «Пять сторон света» в Халимбекауле. По национальности — аварец.